# Khartsyzk
Khartsyzk (ukrainsk: Харцизьк, russisk: Харцызск) er en By af regional betydning i de facto Folkerepublikken Donetsk; de jure Donetsk Oblast, Ukraine. Byen har en befolkning på omkring 56.367 (2021).

## Historie
Fra midten af april 2014 tog pro-russiske separatister kontrol over flere byer i Donetsk Oblast.
Ukendte bevæbnede mænd overtog kontrollen med Khartsyzk rådhus den 13. april 2014 og erklærede byen for en del af Folkerepublikken Donetsk.
Et pro-ukrainisk enhedsmøde, et af de få i regionen, blev afholdt i byen den 22. april 2014.

## Demografi
Demografien fordeler sig efter den Ukrainske folketælling 2001:
- Ukraininere: 52,4%
- Russere: 44,1%
- Hviderussere: 0,9%
- Armeniere: 0,3%
- Grækere: 0,3%
- Georgianere: 0,2%